# Вержуково
Вержуко́во (рос. Вержуково, марій. Выржыкан) — присілок у складі Гірськомарійського району Марій Ел, Росія. Входить до складу Ємешевського сільського поселення.

## Населення
Населення — 91 особа (2010; 89 у 2002).
Національний склад (станом на 2002 рік):
- марі — 89 %